# Macroglossum mitchelli
Macroglossum mitchelli är en fjärilsart som beskrevs av Ménétriés 1857. Macroglossum mitchelli ingår i släktet Macroglossum och familjen svärmare. Inga underarter finns listade i Catalogue of Life.

## Bildgalleri

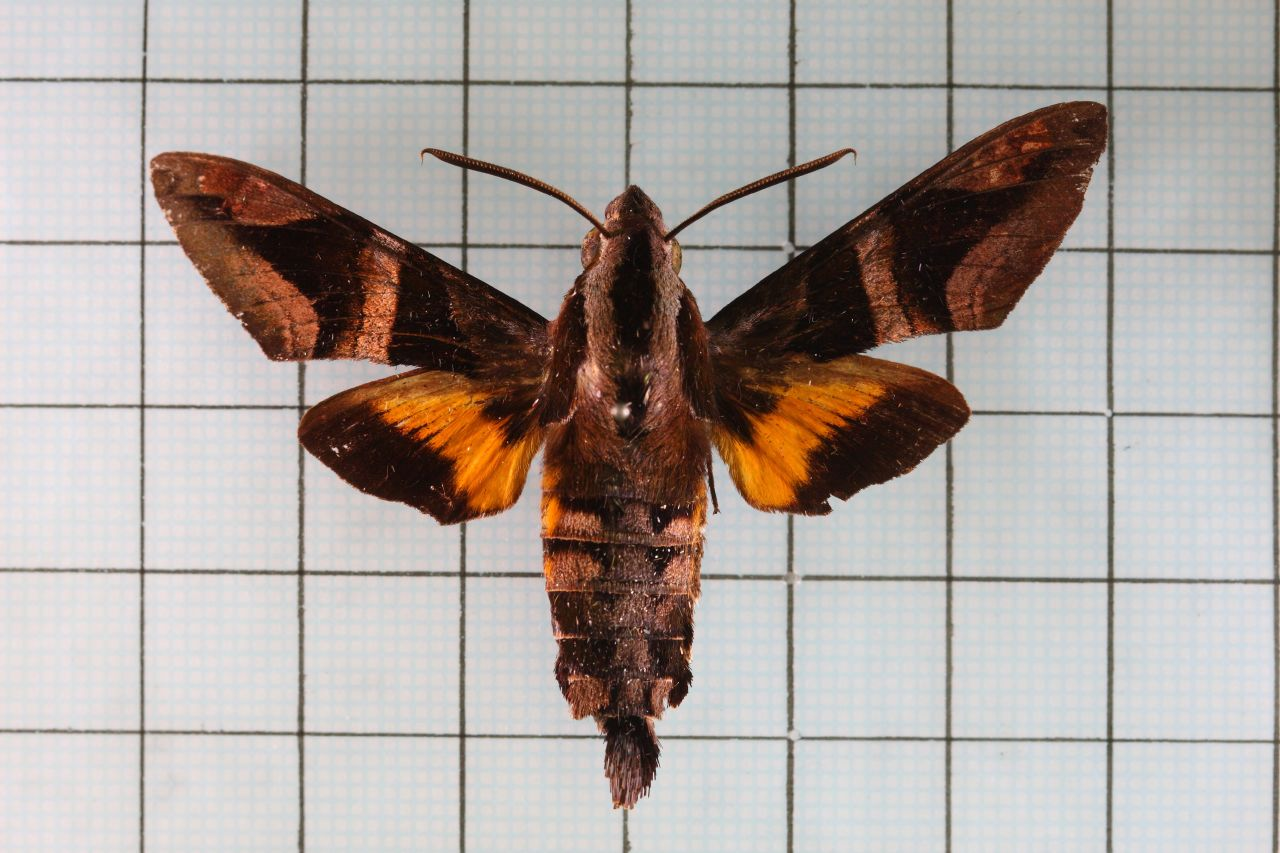